# India kultúrája
India kultúrája az országban megtalálható különféle népek kultúrájának sokféleségét foglalja magában. Az indiai kultúra, különösen a művészet, az építészet, a vallás, a zene, a tánc és a színház több ezer éves hagyományra tekint vissza. 

## Oktatás

### Múlt
Takszila (a mai Pakisztán területén) volt a legrégebben feljegyzett indiai felsőoktatási központ, valószínűleg a Kr.e. 8. századtól kezdve.
Az északkelet-indiai Nálanda volt a világ legrégebbi, mai értelemben vett egyetemi rendszerű oktatási központja.

### Jelen

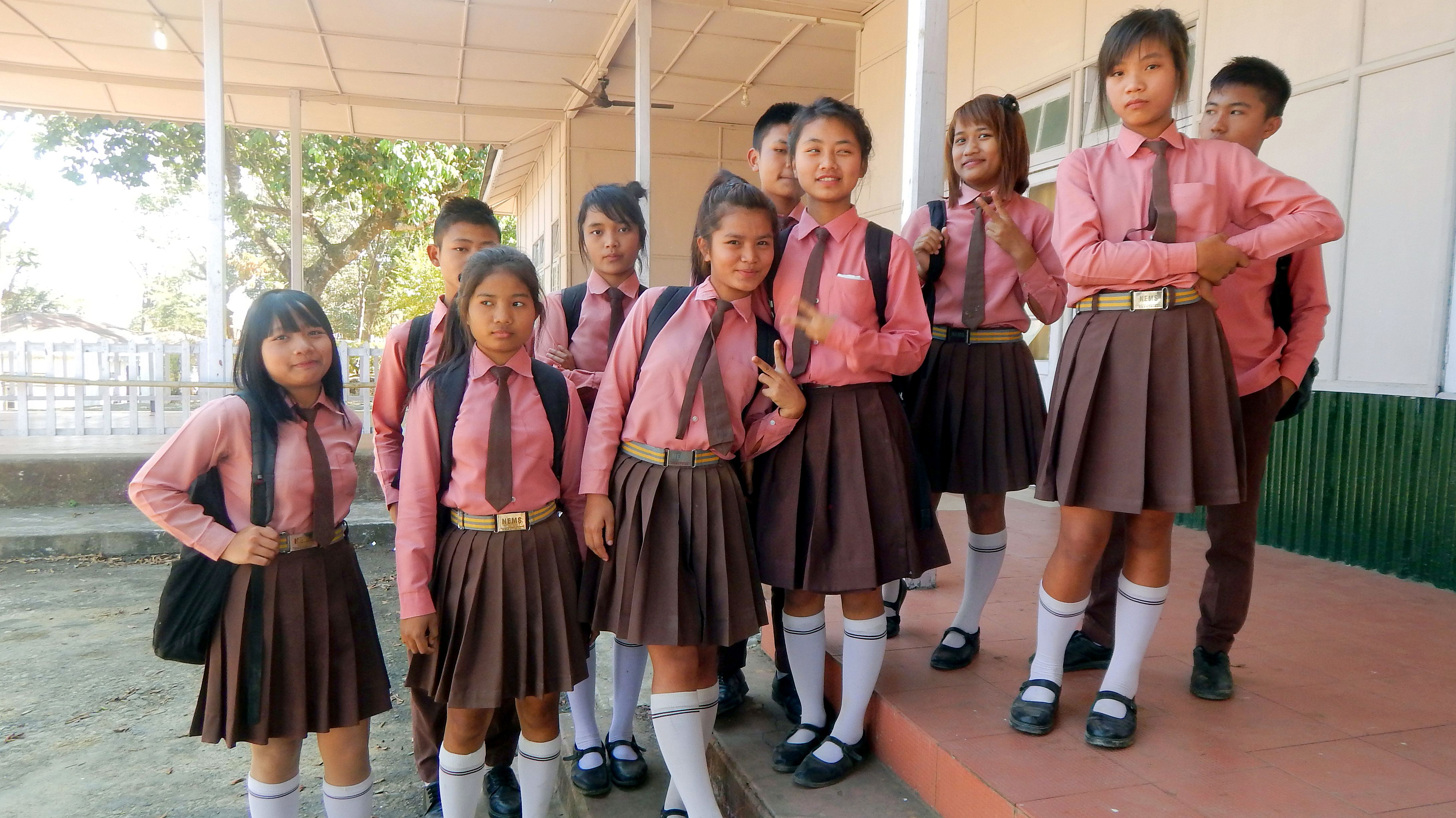
Iskolások az ÉK-i Mizoram államban

Indiában az oktatást állami és magániskolák biztosítják. Az indiai alkotmány alapján ingyenes és kötelező az oktatás a 6 és 14 év közötti gyermekek számára.
India jelentős előrelépést tett az analfabetizmus felszámolásában. 2011-ben a 7 év felettiek körében az írni-olvasni tudás férfiaknál 81-82%-os, nőknél 65%-os volt.
Ez az arány a nagyvárosokban magasabb, vidéken alacsonyabb.
| év   | férfiak %–a | nők %–a | népesség %–a |
| ---- | ----------- | ------- | ------------ |
| 1901 | 9.8         | 0.6     | 5.4          |
| 1911 | 10.6        | 1.0     | 5.9          |
| 1921 | 12.2        | 1.8     | 7.2          |
| 1931 | 15.6        | 2.9     | 9.5          |
| 1941 | 24.9        | 7.3     | 16.1         |
| 1951 | 27.16       | 8.86    | 18.33        |
| 1961 | 40.4        | 15.35   | 28.3         |
| 1971 | 45.96       | 21.97   | 34.45        |
| 1981 | 56.38       | 29.76   | 43.57        |
| 1991 | 64.13       | 39.29   | 52.21        |
| 2001 | 75.26       | 53.67   | 64.83        |
| 2011 | 82.14       | 65.46   | 74.04        |

Írni-olvasni tudás India államaiban, a lakosság százalékában (2011-es népsz.)

A felsőoktatásba beiratkozás folyamatosan növekedett az elmúlt évtizedekben, még mindig jelentős különbség van a fejlett országok felsőfokú oktatási beiratkozási szintjéhez viszonyítva.

## Nyelvek

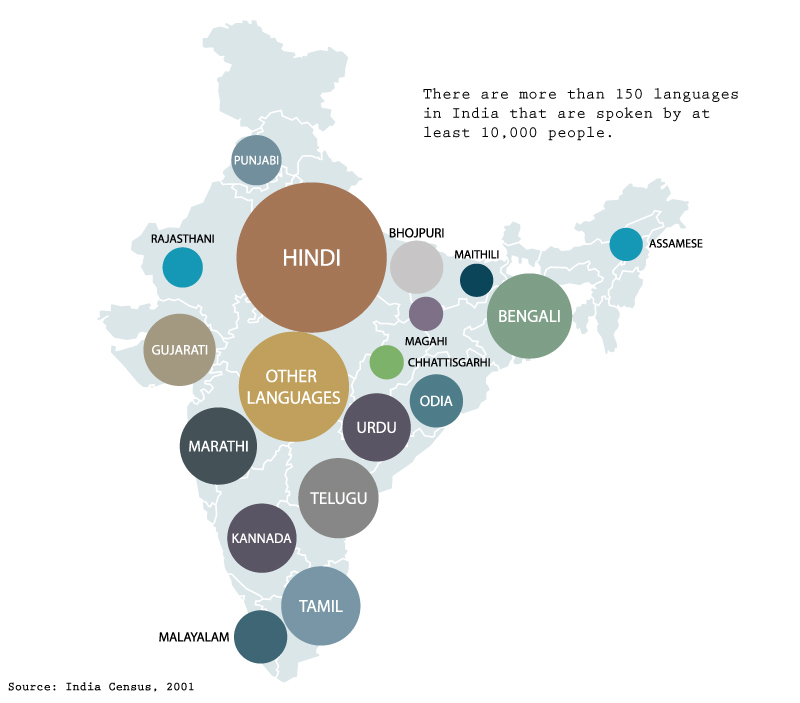
India fő nyelvei a beszélők arányában

Indiában van a világ második legtöbb beszélt nyelve (szám szerint 780), Pápua Új-Guinea után (839 nyelv). 
Az országban beszélt nyelvek több nyelvcsaládhoz tartoznak, ezek közül a legfontosabbak az indoárja nyelvek, amelyeket az indiaiak 78,05% -a beszél, míg a dravida nyelveket pedig a lakosság 19,64%-a beszéli (2014). A népesség fennmaradó 2,3% -ának beszélt nyelvei más nyelvcsaládhoz és izolátumhoz tartoznak.
A hivatalos nyelvek a hindi és az angol. Az alkotmány ezeken kívül még összesen 20 nyelvet megemlít hivatalos regionális nyelvként  (legalább 11 írásrendszerrel).
A brit gyarmati örökség eredményeként az angol nyelv lett az elsődleges a kormány, az üzleti élet és az oktatás számára. Annak ellenére, hogy a hindi hivatalosan kormányszintű védnökséget élvez és India északi részein ’’lingua franca’’-ként szolgál, az ország déli államaiban jelentős ellenállás volt a hindi nyelv használata ellen, és az angol jelent meg a közvetítőnyelvként. 
A felsőbb törvényhozásban és a szövetségi államok közötti  érintkezésben az angol az egyetlen hivatalos nyelv.

## Kulturális intézmények

### Jelentősebb múzeumok
- Indiai Nemzeti Múzeum	(Újdelhi)[12]
- Gandhi Nemzeti Múzeum	(Delhi)
- Delhi Művészeti Galéria	(Delhi)[13]

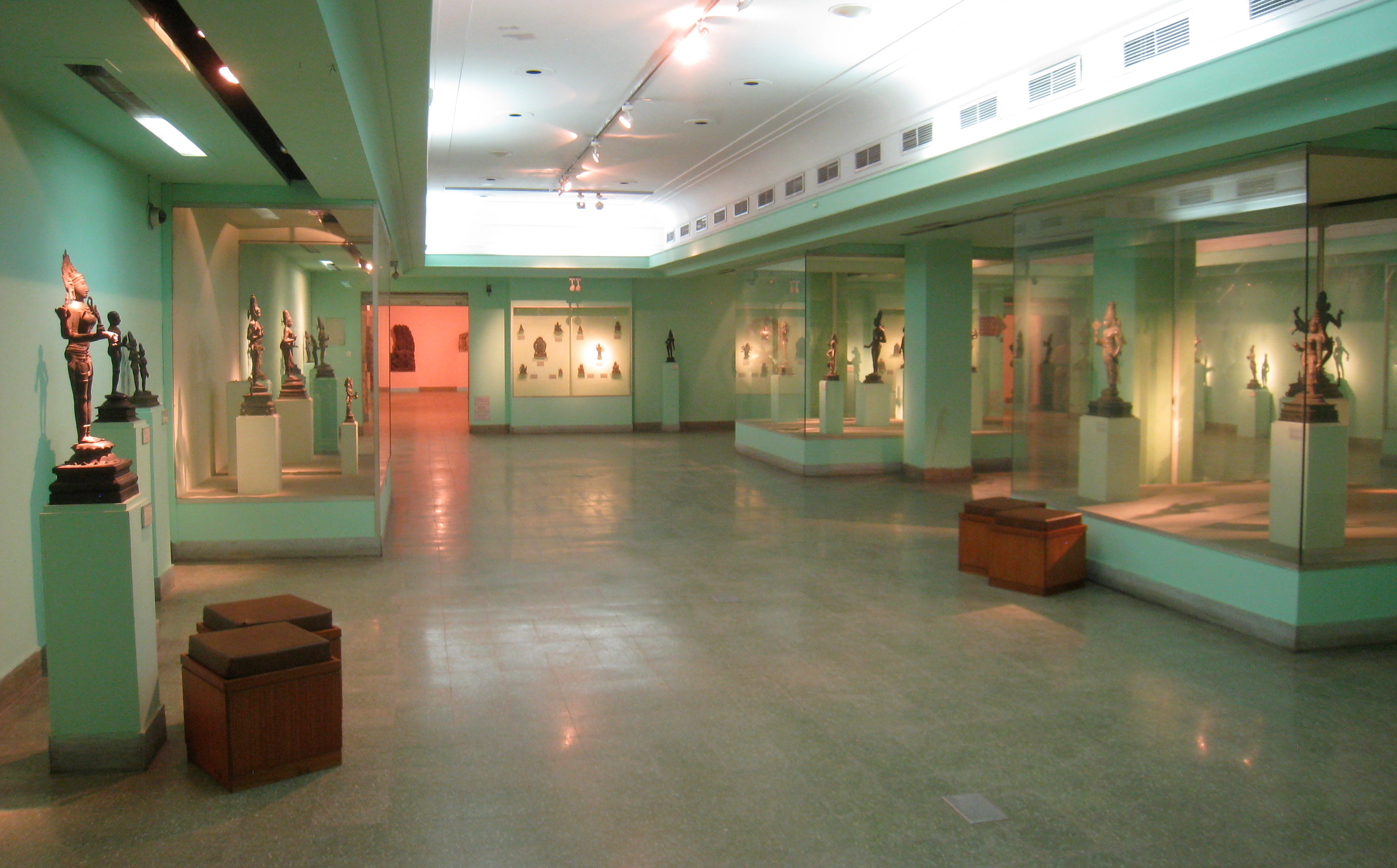
Indiai Nemzeti Múzeum (Delhi)

- Shankar Nemzetközi Bábúmúzeuma (Újdelhi)[14]
- Nehru Emlékmúzeum és Könyvtár	(Újdelhi)
- Indiai Múzeum	(Kolkata)[15]
- Salar Jung Múzeum	(Hyderabad)
- Nalanda Régészeti Múzeum	(Nálanda)
- Tibeti Művek és Archívumok Könyvtára	(Library of Tibetan Works & Archives)[16] és a Tibeti Múzeum[17] (Dharamszala)
- Visvesvaraya Ipari és Technológiai Múzeum	(Bangalore)
- Chhatrapati Shivaji Maharaj Vastu Sangrahalaya (Mumbai), korábbi nevén a Wales-i Herceg Múzeum[18]
- Kormányzati vagy Madras Múzeum (Chennai)[19]

## Kulturális világörökség
India az egyik legősibb magaskultúra. A szubkontinens kulturálisan nagyon különbözik a világ minden más tájától. Ez tükröződik abban, hogy Indiában viszonylag sok helyet nyilvánított világörökséggé az UNESCO.
- Az adzsantai barlangtemplomok
- Az ellorai barlangtemplomok
- Agra erődje (Vörös Erőd)
- Tádzs Mahal Agrában
- A konáraki naptemplom
- Mahabalipuram templomegyüttese
- Goa templomai és kolostorai

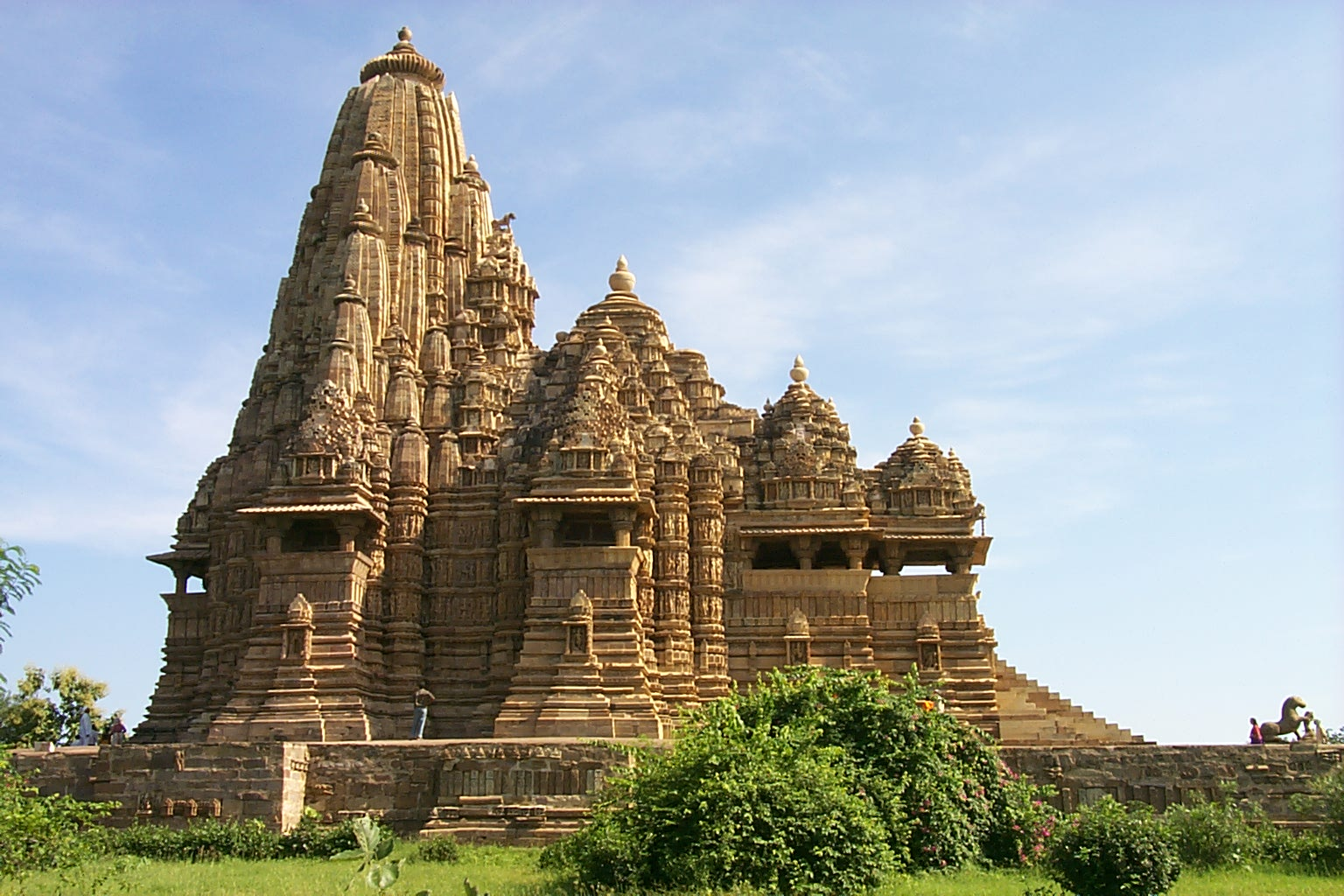
A Kandarija–Mahádévi templom Khadzsuráhóban

- Khadzsuráhó műemlékegyüttese - hindu és dzsainista templomok
- Hampi műemlékegyüttese
- Elefanta sziklatemploma
- A tandzsávúri Brihadisvara-templom
- Száncsi buddhista emlékek
- Humájun császár síremléke Delhiben
- Kutub Minár és Kutub épületegyüttes Delhiben
- India hegyi vasútjai
- Mahábódhi templomegyüttes, Bodh-Gaja
- Bhimbetka sziklamenedékei
- Csampáner–Pávágarh Régészeti Park
- Cshatrapati Sívádzsi pályaudvar (korábban Victoria Terminus), Mumbai
- A Vörös erőd épületegyüttese Delhiben

## Tudomány
A tudománytörténet szerint a matematikában lényeges szerepet játszó nulla és a végtelen fogalmát indiai tudósok alkották meg valamikor a Gupták uralma idején, az i. sz. 4. században. Csillagászati megfigyeléssel és trigonometria alkalmazásával megállapították, hogy a Nap 400-szor távolabb van a Földtől, mint a Hold. A 15. században meg tudták határozni a pí számértékét tetszőleges pontossággal (ez 2 évszázaddal az európai hasonló teljesítmény előtt sikerült).
A 20. században a függetlenség után Dzsaváharlál Nehru reformokat indított a felsőoktatás, valamint a tudomány és a technológia előmozdítása érdekében Indiában. Az oktatási miniszter 1951-ben nyitotta meg az Indiai Technológiai Intézetet (IIT). Nemsokára további IIT-ek nyíltak Bombay-ban, Madrasban, Kanpurban és Delhiben. Az 1960-as évektől kezdve a Szovjetunióval fenntartott szoros kapcsolatok lehetővé tették az Indiai Űrkutatási Szervezet számára az űrprogram kidolgozását és az atomenergia előmozdítását Indiában. 1974-ben Dzsaiszalmer körzetében végrehajtották az első nukleáris kísérleti robbantást.

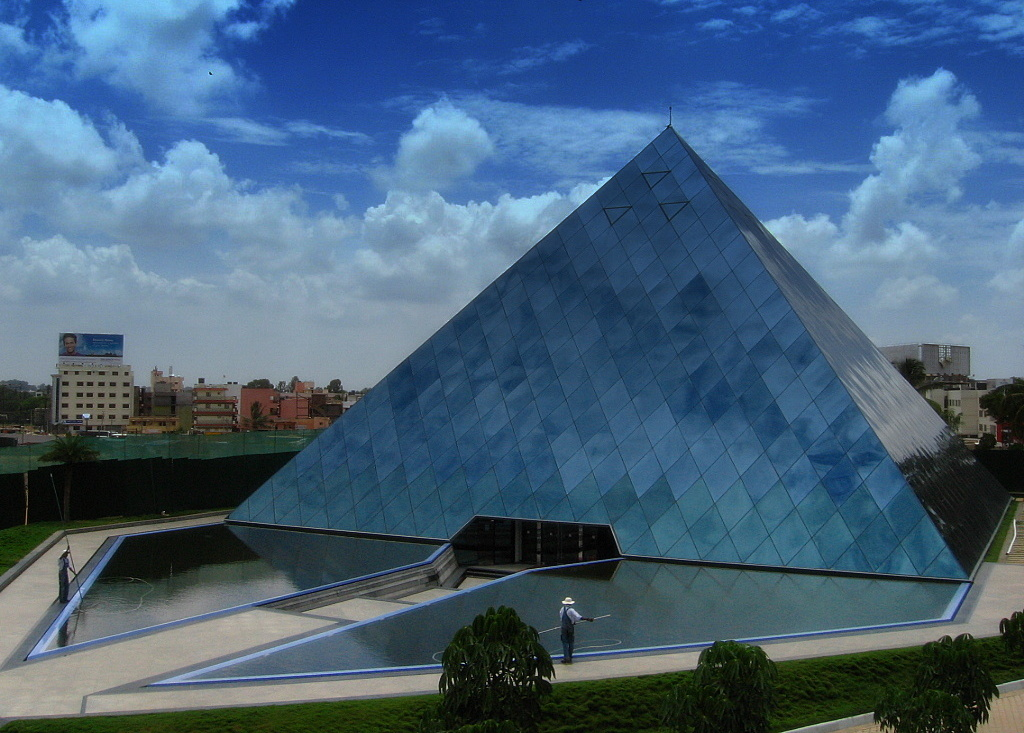
Az Infosys informatikai szolgáltatócég médiaközpontja Bangalore-ban

2002. június 25-én India és az Európai Unió megállapodott a kétoldalú együttműködésről a tudomány és a technológia területén. 2001. november 23-án létrehozták az EU és India közötti tudósok közös csoportját a közös kutatás-fejlesztés további előmozdítása érdekében. India megfigyelői státusszal rendelkezett a CERN-nél, majd Bangalore-ban egy közös India-EU Szoftveroktatási és Fejlesztési Központ kezdte meg a működését. 2017-ben India a CERN (Európai Nukleáris Kutatási Szervezet) társult tagja lett.
Bangalore-t India technológiai fővárosának tekintik. Informatika, biotechnológia, repülés, űrkutatás, nukleáris tudomány, gyártási technológia, gépjárműipar, vegyipar, hajóépítés, űrtudomány, elektronika, számítástechnika és más orvostudományi kutatás és fejlesztés széles körben zajlik az országban. India déli része felel az ország által megtett technológia és fejlesztések többségéért. Az informatika és a technológia arany háromszöge (Hyderabad, Bangalore és Chennai) alkotja az indiai gyártás, a K+F, a tudomány és a technológia gerincét.

## Művészetek

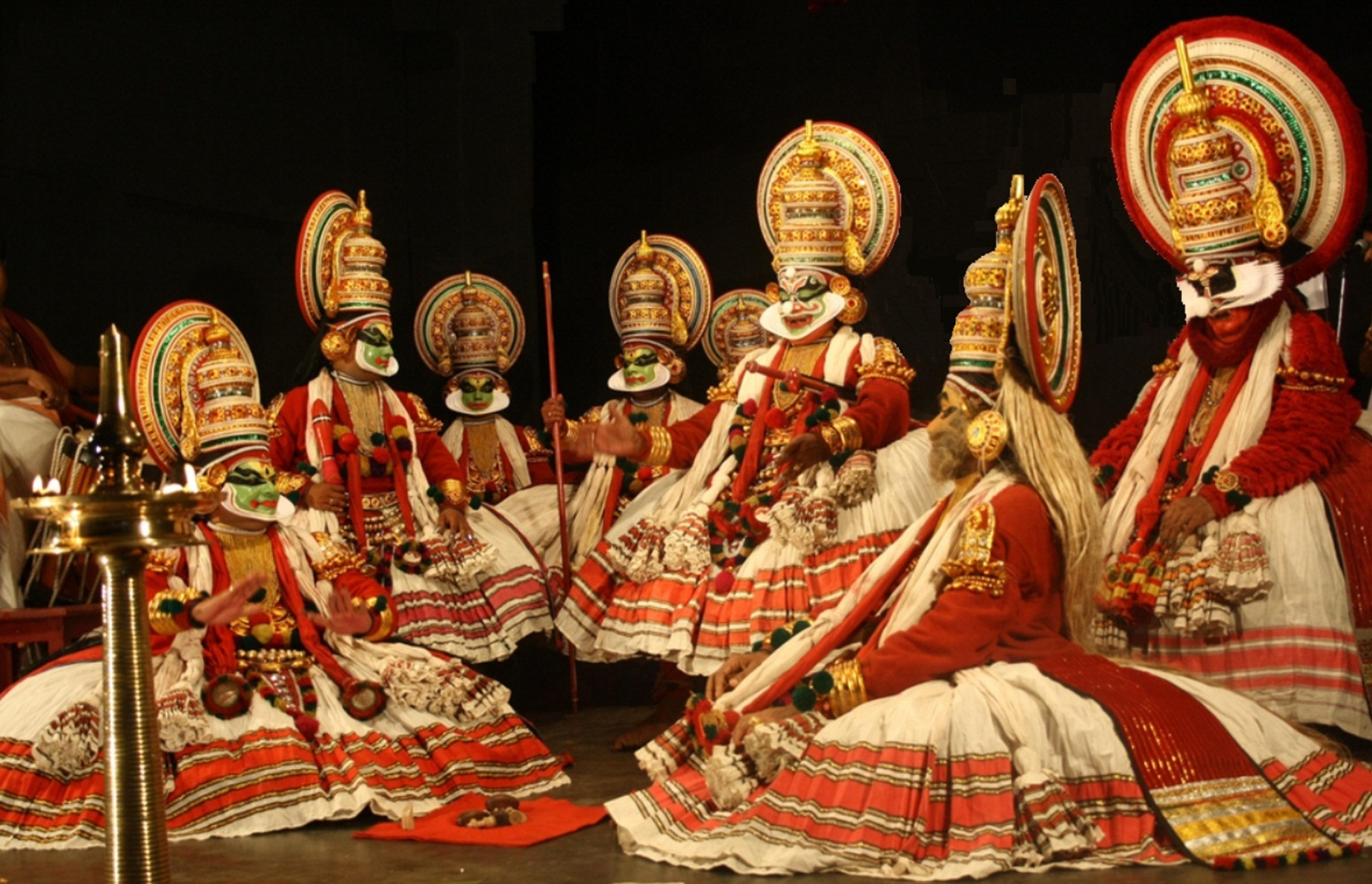
Kathákali-színész, Kerala

Az indiai művészek még a leghétköznapibb alkotásokon is az átszellemültségre törekedtek, formába öntötték a nép képzelőerejét. A régi indiai alkotások inkább bámulatot keltenek az európai emberben, mintsem elragadtatást. Az ország művészete sohasem tudott igazán lemondani a természet istenítéséről, mert az indiai templomtornyok, az ember- és állatábrázolások, és a Buddha-képmások is mind az imádat tárgyai voltak, ahogy a fák és az állatok is.

### Zene
Az ország zenéjének számos fajtája van, pl. pandzsábi vagy rádzsasztáni stb., klasszikus zene, népzene, filmzene, indiai rock és az indiai pop.
India klasszikus zenei hagyománya több ezer éves történelemmel rendelkezik. A zene Indiában a társadalmi-vallási élet szerves részeként kezdődött.

#### Klasszikus zene
Az indiai klasszikus zene két fő hagyománya a karnátikus zene , amelyet elsősorban a félsziget déli régióban találunk, és a hindusztáni zene , amely az északi, keleti és központi régiókban található meg.
Főbb hangszerek: 
- banszuri (wd) (aerofon)
- ghatam (idiofon)
- dholak (wd) (kétfejű dob)
- harmónium (aerofon), mint fújtatós, kézi hangszer
- hegedű
- karatalok (cintányér)
- pakhawaj (wd) és mridanga (kétfejű dob)
- rudra-vina (wd) (kordofon)
- sanka (kagylókürt, fúvós hangszer)
- srúti doboz (wd) vagy szurpeti a fújtató rendszerén működik, hasonló a harmóniumhoz, állandó, monoton hangot bocsát ki
- szantur (wd) (kordofon)
- szárangi (wd) (kordofon)
- szaród (wd) (kordofon)
- shenáj (wd) (fúvós hangszer)
- szitár (kordofon)
- szurbahar (wd) (kordofon), néha basszusszitárként is ismert, mint egy pengetős, hosszú nyakú lant
- tablá (membranofon)
- tanpura  (kordofon), a szitárhoz hasonló
- vina  (pengetős, húros hangszer)

#### Népzene
Főbb népzenék államonként, régiónként:
- Andhra Pradesh: Madiga Dappu, Mala Jamidika
- Asszám: Bihu, Tokarigeet, Kamrupi Lokgeet, Goalparia Lokogeet, Borgeet
- Chhattisgarh: Pandavani
- Gudzsarát: Dandija, Garba, Doha
- Dzsarkhand: Jhumair, Domkach
- Karnataka: Bhavageete
- Maharashtra: Bhavageete, Lavani, Powada, Bhajan, Pravachan, Bhakteegeete, Natya Sangeet, Bharud, Gondhal, Lalita, Abhang and Tumbadi
- Odisha: Odissi, Sambalpuri, Lalita
- Pandzsáb: Bhangra, Giddha, Mahija
- Ny-Bengál: Baul, Batijali, Kirtan, Nepali Lok Geet (Darjeeling), Rabindra Sangeet
- ÉNy-India: Szúfi népi rock
- Kelet- és ÉK-India: Jhumair, Domkach, Pandavani
- Nepál környéke: Tamang Selo

### Tánc

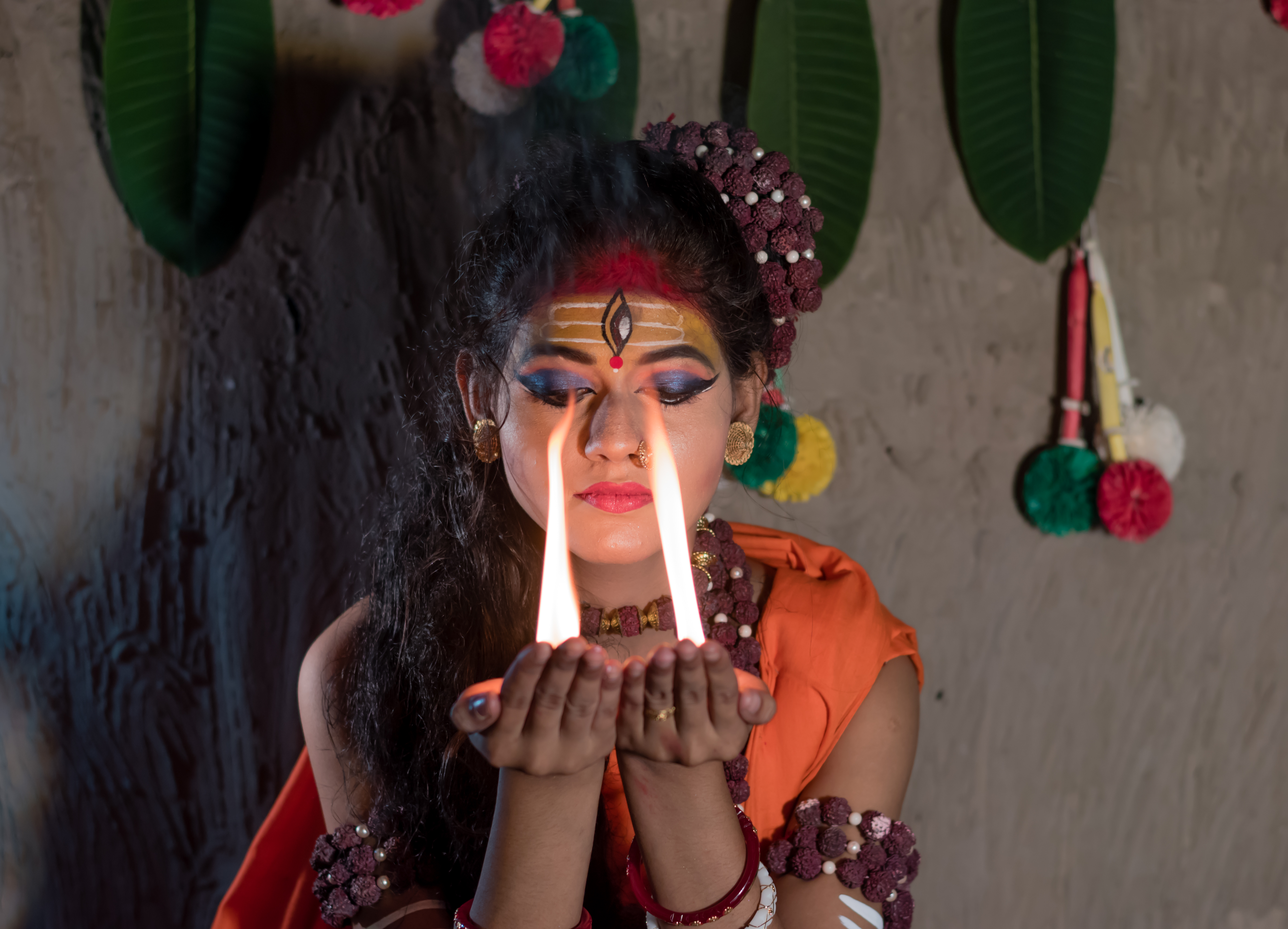
Hindu táncdráma Dévi istennő tiszteletére

Az indiai tánc számos táncstílust foglal magában, általában klasszikus, népi és modern táncok osztályozásba sorolva. Az indiai kultúra más részeihez hasonlóan, a táncok különböző formái India más és más részeiből származnak, a helyi hagyományoknak megfelelően alakultak ki, de gyakran az ország többi részéből származó elemek is találhatók bennük.

### Filmművészet

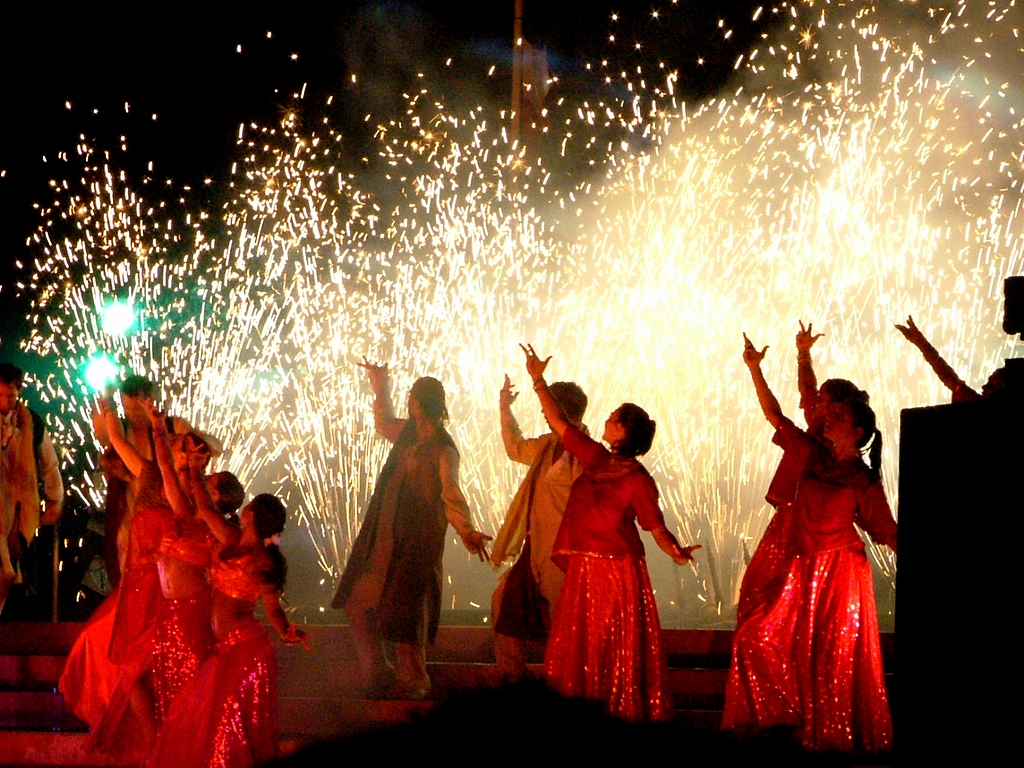
Bollywood-i színészek táncelőadás közben

India filmipara a 19. század végén indult el, az első indiai gyártású film, a Panorama of Calcutta 1899-ben készült. Az első némafilmet Raja Harishchandra címmel 1913-ban mutatták be.
Manapság India filmipara a legnagyobb a világon (beleértve Hollywoodot is). Mumbait, India hindi nyelvű film-fővárosát szívesen nevezik Bollywoodnak. Más nagyobb filmes városok között van Csennai, Haidarábád és Bengaluru, de filmes központok más városokban is vannak, ahol a filmeket a helyi igények szerint készítik. Indiában évente átlagosan 1000 mozifilmet készítenek.
Nagy általánosságban kétféle indiai mozifilm van: az első a fő vonulathoz tartozó tömegfilm. Ez gyakran három óra hosszúságú, tele szomorú, könnyes jelenetekkel, váratlan drámai fordulatokkal, amiket zenés-táncos betétek szakítanak meg (a történethez lazán kapcsolódó zenés-táncos közjáték még akciófilmben is előfordul, lásd a Gadzsini c. filmről szóló szócikket). A filmekben nincs szexuális ábrázolás, még csók sem, bár puszi előfordul. A meztelenség hiányát testhezálló öltözékkel ellensúlyozzák, amiben a hősnő alakja jól látszik.
A másik típusú indiai film művészfilm, ami a valóság ábrázolásából indul ki. Ezek a filmek szándékuk szerint társadalmilag vagy politikailag aktuális, fontos témákat érintenek. A tömegfilmeknél összehasonlíthatatlanul kisebb költségvetésből készülnek. Ezeket a filmeket külföldön sokan kedvelik, gyakran nyernek fesztiváldíjakat (lásd például A japán feleség c. 2010-es filmről szóló szócikket).

## Hagyományok

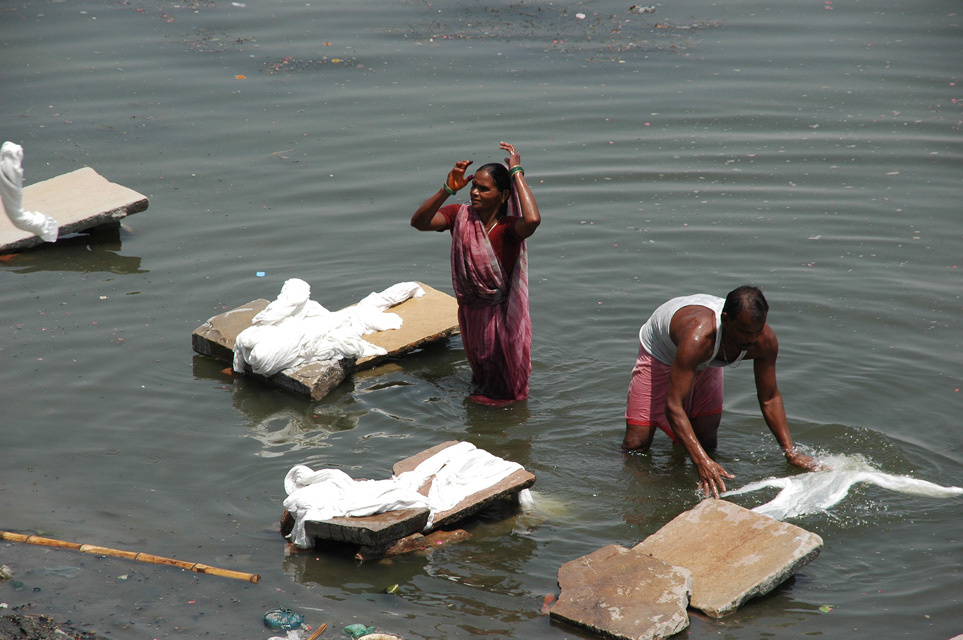
Tisztálkodás, mosás a Gangeszban

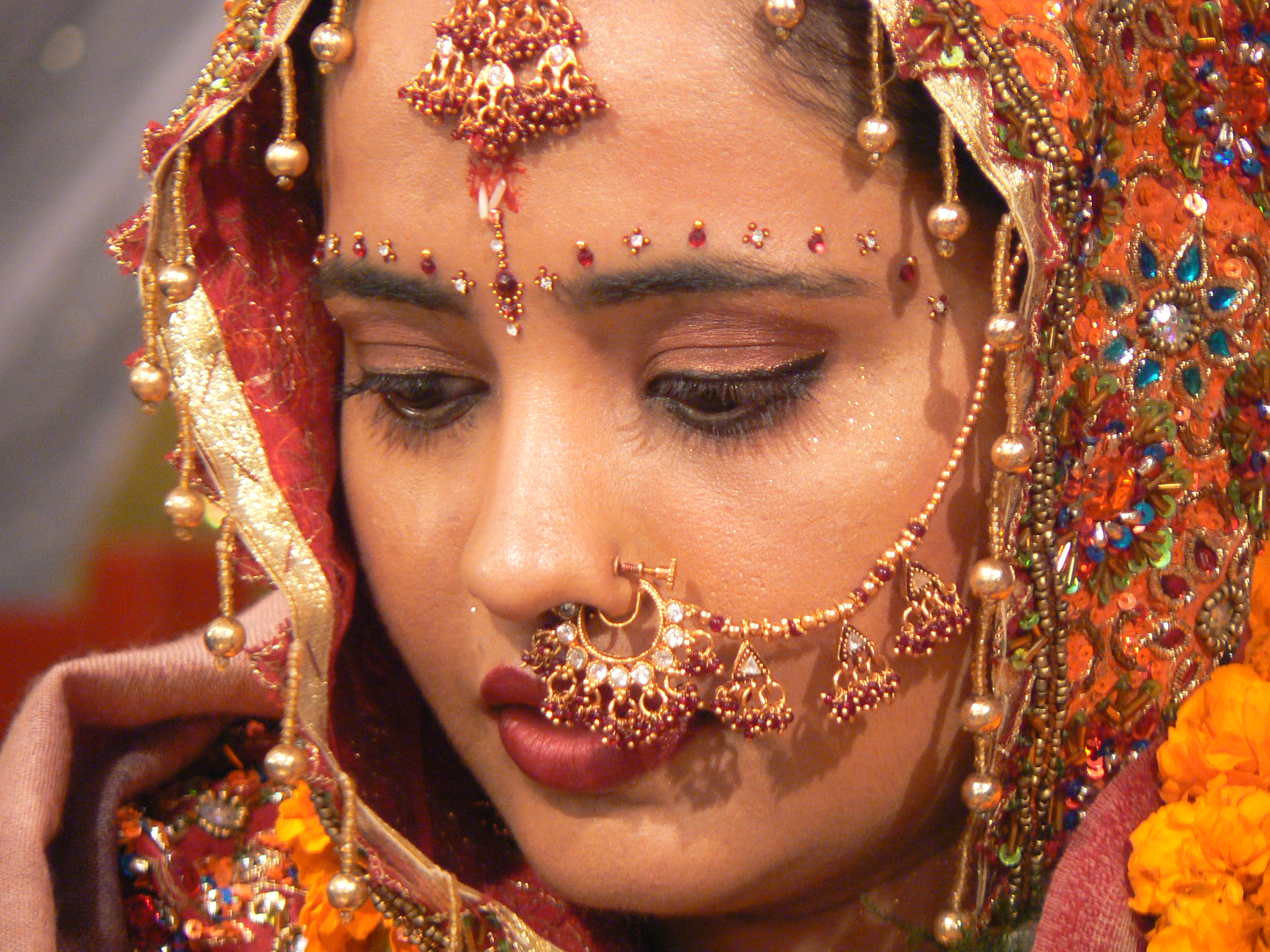
Feldíszített menyasszony

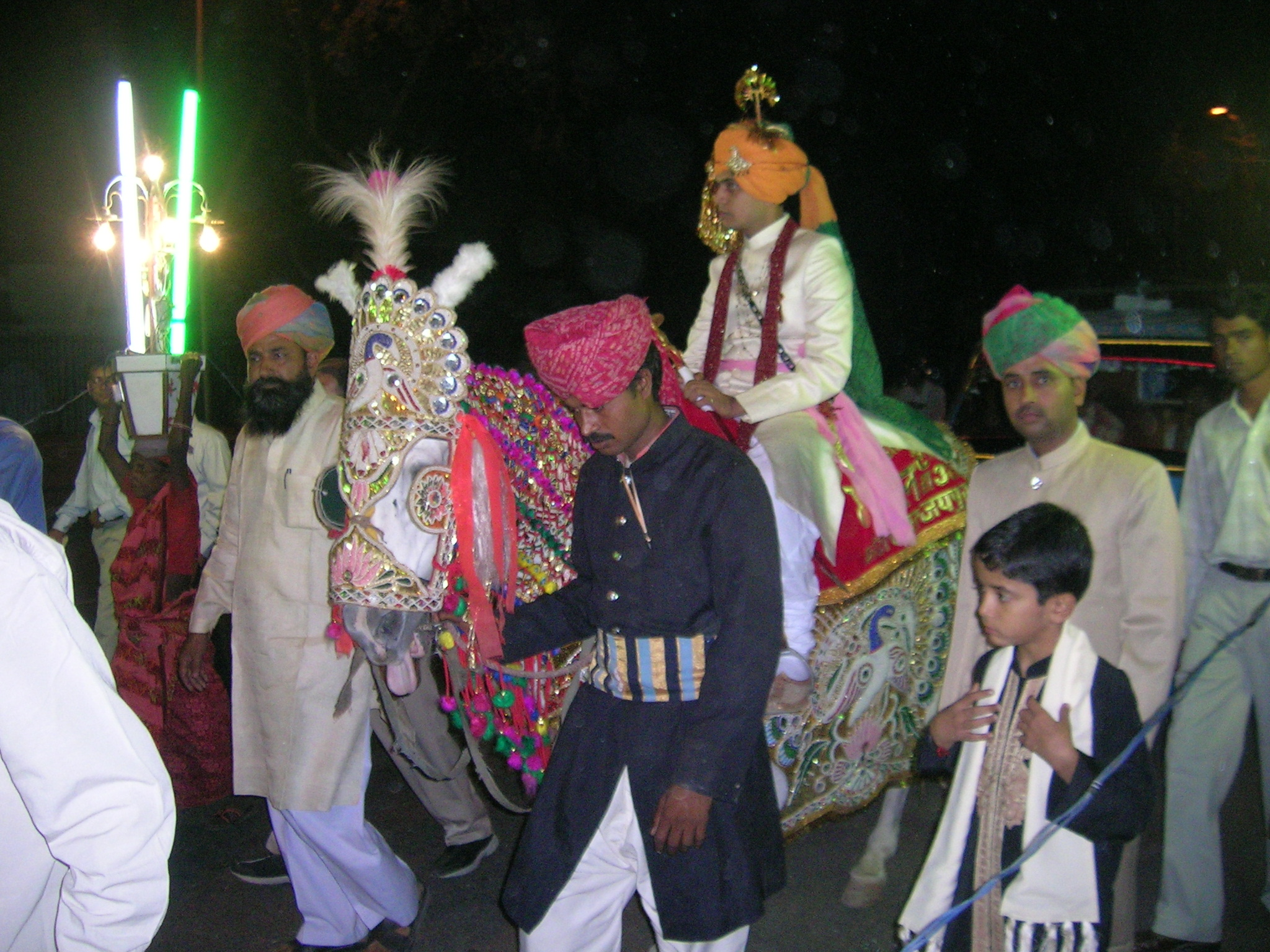
A vőlegény lovon érkezik egy rádzsput esküvői szertartáson

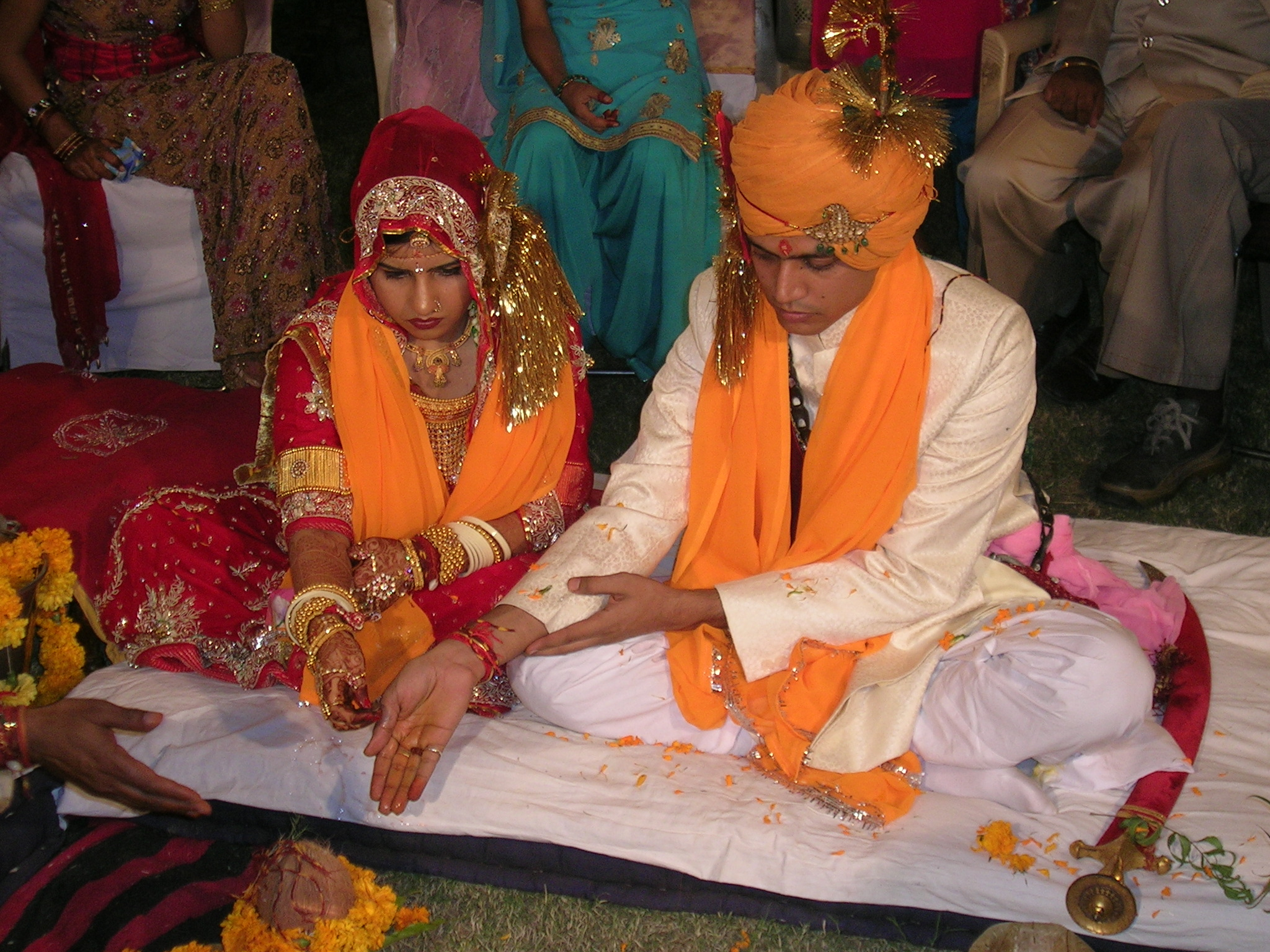
Hindu esküvői ceremónia

- Nem szokás az utcán ölelkezni, csókolózni, egymás kezét fogni - mindez megbotránkozást kelt.
- Az azonos neműek, így a férfiak viszont gyakran megfogják nyilvánosan is egymás kezét, ami a barátság jele, nem a szexuális vonzódásé.
- A szent helyekre, de az otthonokba való belépés előtt is leveszik a cipőt.
- A fejrázás jelenthet „igen”-t, „talán”-t vagy „nem tudom”-ot is.
- Üdvözléskor a két tenyeret összeteszik és enyhén meghajolnak egymás felé. Ugyanekkor a namaszte kimondása megfelel az „üdvözlöm”-nek. A kézfogás kerülendő (hacsak az indiai fél nem kezdeményezi), különösen az ellenkező nem részéről.
- Evéskor csak a jobb kezet illik használni, a bal kéz az illemhely használatára van fenntartva.

Az idegenektől ismerkedéskor megkérdezhetik vallási hovatartozásukat, családi állapotukat, de szóba kerülhet az életkor, végzettség, munka és a jövedelem is.

### Házasság
A harmincas éveiket töltők körében ritkaság, ha valaki nem házas és nincsenek gyerekei. Bár a szerelmi házasságok száma emelkedőben van (elsősorban a városokban), a hagyományos hindu házasságot a családok, szülők döntik el. A megfelelő pár kiválasztását diszkréten végzik, először a szűkebb közösségben keresnek, de igénybe veszik profi házasságközvetítők segítségét is, illetve az olyan eszközöktől sem riadnak vissza, mint a házassági hirdetés vagy az internet használata. A pár összeillését a horoszkópjaik egybevetésével is vizsgálják. A házasulandók törvényes alsó életkora 18 év. Bár a menyasszonnyal járó hozomány törvénytelen, ez a szokás titokban sok konzervatív közösségben fennmaradt. Ennek során a lányos család erején felül, akár hitelek felvételével is beszerzi az új háztartáshoz szükséges holmikat (televízió, mosógép, számítógép vagy akár autó). Az Indiában végzett nagy számú abortusznak (melynek során főként lánymagzatokat távolítanak el) ez a hozományadási kényszer az egyik fő oka. A házasok szokás szerint a férj családjával élnek együtt, ahol az irányítás az anyós kezében van. Ez sok konfliktus forrása, ami az Indiában készített filmsorozatok állandó témája.
A válás és újraházasodás lehetséges és terjedőben van a városokban, de a társadalom többsége elítéli, és a bíróságok sem rutinszerűen folytatják le az eljárást. A magasabb kasztokban megözvegyült nőktől elvárják, hogy ne menjenek férjhez, hordjanak fehér ruhát és jámbor életet folytassanak.

### Születés
A gyermek születéséhez, illetve a vele kapcsolatos különböző alkalmakhoz (horoszkóp felállítása, névadás, az első szilárd étel adása, az első hajvágás) különleges szertartások társulnak.

### Temetés
A hinduk nyílt tűzön elhamvasztják a halottaikat. A temetési eljárás célja az elhunyt és az élők megtisztítása és vigasztalása. Az eljárás fontos eleme a sradda, aminek során vizet és rizsből készült süteményeket ajánlanak az ősöknek. Ezt a halál minden évfordulóján megismétlik. Az elégetés után a hamvakat összegyűjtik és 13 nappal a halál bekövetkezte után (ekkorra a vérrokonokat rituálisan megtisztultnak tekintik) a család egyik tagja a hamvakat egy szent folyóba szórja (ilyen például a Gangesz), vagy közvetlenül az óceánba.

### Kasztrendszer
A dalitoknak – korábban érinthetetlenek – évezredek óta tilos ugyanazon kútnál inni, ugyanabban a templomban imádkozni, vagy akár cipőt viselni, felsőbb kasztok jelenlétében. Az ilyen diszkriminációs törvényeket manapság ritkán hajtják végre, de a szegénység még mindig arra kényszeríti a dalitokat, hogy elvégezzék a nemzet piszkos munkáját. Eltisztítják az állattetemeket az utakról, a szülőszobákból méhlepényeket vagy az emberi ürüléket a nyílt csatornákból. Eközben a magasabb kasztba tartozó indiaiak megőrzik státusukat és feltételezett felsőbbrendűségüket részben azáltal, hogy elkerülik az ilyen emberekkel való kapcsolatukat.

### „Hív a Természet”
Miközben a szabad ég alatt, a Természetben való ürítés szokása világszinten visszaszorulóban van, Indiában még a 2010-es évek végén is több száz millió ember ott végzi el kis és nagy dolgait. Az ürülék aztán ott marad a felszínen, ahonnan az abból táplálkozó legyek terjesztenek különféle betegségeket.
Nem csak a WC-k hiányáról van szó. Az észak-indiai vidéki területeken végzett felmérések során, ahol a szabadban végzett székletürítés gyakoribb, mint délen, az emberek azt mondták, hogy a szabadban jobban szeretnek megkönnyebbülni. Egészségesebb, mondják. Sok vidéki indiai vallásilag szennyezőnek tartja még a tisztább latrinát is; az otthona közelében lévő WC tisztátalanabbnak tűnik számára, mint pár száz méterrel távolabb, a szabad ég alatt való ürítés.

## Öltözködés
Indiában az öltözködés ugyanúgy a társadalmi hovatartozás kifejezője, mint bárhol máshol a világban. Az emberek azzal fejezik ki identitásukat és hitüket, hogy bizonyos ruhadarabokat viselnek. Az összképet színesítik azok az apróbb stílusbeli különbségek, amelyek a különböző földrajzi területekhez kötődnek.
Az indiai nők hagyományosan szárit hordanak. A szári egy darabból álló, kb. 5–8 m hosszú, 1 m széles színes textil, amit kapcsok vagy gombok alkalmazása nélkül rögzítenek a testre. A szári mellé csólit (szűk blúz) és alsószoknyát viselnek. A pallu a szári tartozéka, amit a vállra vetve viselnek. A szári felvételének módja árulja el, hogy viselője az ország melyik területén él, vagy melyik területéről érkezett. 
Gyakran viselt ruházat a szalvárkamíz, ami hagyományos tunikából és nadrágból áll, ami mellé dupattát (=hosszú sál) hordanak. A szári és a szalvar kamiz is rengeteg variációban létezik anyagban, kinézetben és árban.
A férfiak hagyományos öltözete a doti, délen pedig a lungi és a mundu. A doti (dhóti) laza és hosszú ágyékkötő. A lungi a szarongra hasonlít, aminek végeit csőszerűen felvarrják. A mundu olyan, mint a lungi, de a színe mindig fehér. A kúrta hosszú, bő ing. Az öltözetekben a területi és vallási különbségek is tükröződnek. A muszlim nők például a mindent elfedő burkát is hordják.
A ruha színe is árulkodó, közli a viselője társadalmi hovatartozását. A szannjászík és a brahmacsárík a cölibátust jelző sáfrányszínű ruhát hordanak, míg a családos emberek fehéret. Fehér a ruhájuk a megözvegyült nőknek is, szemben a családos asszonyok színes és mintás szárijával. Ugyanakkor a párszi és keresztény menyasszonyok szárija leggyakrabban fehér, vagy Dél-Indiában a fehér ruha a világról lemondottak (szannjászik) színe is lehet, amely jelzi a belső békét, tisztaságot és az egyszerűséget (lásd pl. Ammánál).

## Vallás
A hinduizmusra az istenek és istennők sokfélesége jellemző, amelyek szinte minden filozófiai alapelvvel, kedélyállapottal vagy hellyel összefüggésbe hozhatók. A hinduizmus a vallási életnek a földön kialakult csaknem valamennyi megjelenési formáját felöleli. Megtalálható benne a fétisek, hegyek, folyók, növények, állatok, a szellemek kultusza, helyi hősök, továbbá a szentek és istenek iránti hódolat, egészen a legmagasabb rendű egyistenhitig, a misztikus panenteizmusig és addig a meggyőződésig, hogy a világegyetemet nem valamilyen világ ura, hanem örök erkölcsi törvények (dharma, karma) kormányozzák.
A hindu családok hagyományosan különleges kapcsolatot tartottak fenn az istenekkel földrajzi és kasztbeli származásuktól függően. Ezt jelképezik a minden hindu családban megtalálható házi oltár megszentelt szobrocskái, melyek közül néhányat örököltek, másokat zarándoklatuk során vásároltak. A családtagok minden nap a házi oltár elé járulnak és tiszteletüket fejezik ki az isteneknek és az istennőknek, akik a hit szerint akkor védelmezik az otthont, ha elvégzik a púdzsát (puja). E szertartás során imákat mondanak, mécsest vagy füstölőt gyújtanak és étel-, gyümölcs- vagy virágáldozatot mutatnak be.
A hinduk számára előírás az évente legalább egyszeri dzsatra (jatra), vagyis zarándoklat egy szent helyre. Erre az istenek kegyelmének elnyerése miatt van szükség, aminek tárgya lehet konkrét kívánság, egy elhunyt hamvainak szent helyre való szállítása, vagy a lelki fejlődés elősegítése. Indiában több ezer szent hely található, ahová a zarándokok utazhatnak. Az idősebbek kedvelik Váránaszi felkeresését, amit utolsó útjuknak szánnak, amiről az a hiedelem terjedt el, hogy aki ott hal meg a szent városban, az mentesül az újjászületési ciklus terhe alól. Indiában a legtöbb ünnep és fesztivál vallási eredetű, akármilyen színes, zajos és látványos.
12 évente négyszer, egyidejűleg négy különböző helyen tartják észak- és közép-Indiában a Kumbh mela hindu vallási ünnepet, ami a Földön a legnagyobb embertömeget megmozgató vallási összejövetel. Ez a hatalmas arányú ünnepség hindu zarándokok tízmillióit vonzza, akik között mindenféle kaszt és felekezet megtalálható. Az óriási tömegben végzett ceremóniák hatása a résztvevőkre leírhatatlan. Ezek között van a folyókban való megmártózás, aminek helyszíne lehet a szentnek tekintett Gangesz, Sipra vagy a Godavari. Az ünnep eredete a jó és a rossz közötti harc, ami az istenek és a démonok között zajlott le. A harc tárgya egy korsó volt (kumbh), amiben a halhatatlanság nektárját tartották. Visnu elrohant a korsóval, de repülés közben négy csepp a földre hullt - ezek a helyek ma Alláhábád, Haridvar, Naszik és Udzsain. A szertartások ezeken a helyeken nagyjából hat hétig tartanak. A megmártózásra kedvezőnek tartott időpontból azonban általában mindössze hat van. Az Alláhábádban tartott esemény neve Maha Kumbh Mela (=Nagy Kumbh Mela), a tömeg itt a legnagyobb. Mindegyik helyszín tart hatévente Ardh Mela néven ismert kisebb eseményt (=fél Mela), és évente Magh Mela néven tartanak egy még kisebbet.

### Vallási kapcsolódó cikkek
- Hindu templom
- Púdzsá
- Múrti
- Szanszára (lélekvándorlás)
- Személyek: szádhu, szvámi, szannjászí, jógi
- Szanszkrit szójegyzék (vallási fogalmak)
- Hindu panteon

### Vallási etikett
- A szent helyek látogatásához illetlenség rövidnadrágban és rövid ujjú ingben menni és nem szabad dohányozni. Mellőzni kell a hangos beszédet és vidámságot.
- A szent helyre való belépés előtt le kell venni a cipőt a bejáratnál (távozáskor illik adni a cipőkre felvigyázónak némi aprópénzt). Ajánlatos a zoknit fent hagyni a lábon, mert egyes napsütötte helyek padlója igen forró lehet. Általában tilos fényképezni, illetve ezt a fotózás megkezdése előtt tisztázni kell. Vaku használata általában tilos, mert zavarja a hívőket.
- Nem ajánlott megérinteni a helyiek fejét (például gyerekek fejét megsimogatni).
- Tilos a talpat személy, vallási hely vagy istenszobor (vagy kép) felé mutatni.
- Nem ajánlott valakihez lábbal szándékosan hozzáérni.
- Tilos az istenábrázolásokat megérinteni.
- A fej betakarása egyes vallási helyeken szükséges lehet mindkét nem számára, különösen szikh templomok vagy mecsetek környezetében.
- Néhány vallási helyre nem engednek be nőket.
- Néhány vallási helyre csak a hívők léphetnek be.
- Ha le lehet ülni, a nők általában máshol helyezkednek el, mint a férfiak.
- A dzsaina templomok megkövetelik minden bőrből készült ruhadarab vagy személyes holmi eltávolítását. Nőknek menstruáció alatt tilos a belépés.
- A fényképezést durva sértésnek tekintik templomban, temetésen vagy más vallási ceremónia alatt (ebbe a hívők megmártózását is beleértik). Az ilyen alkalmak előtt mindig engedélyt kell kérni a résztvevőktől.

## Illemtan, szokások

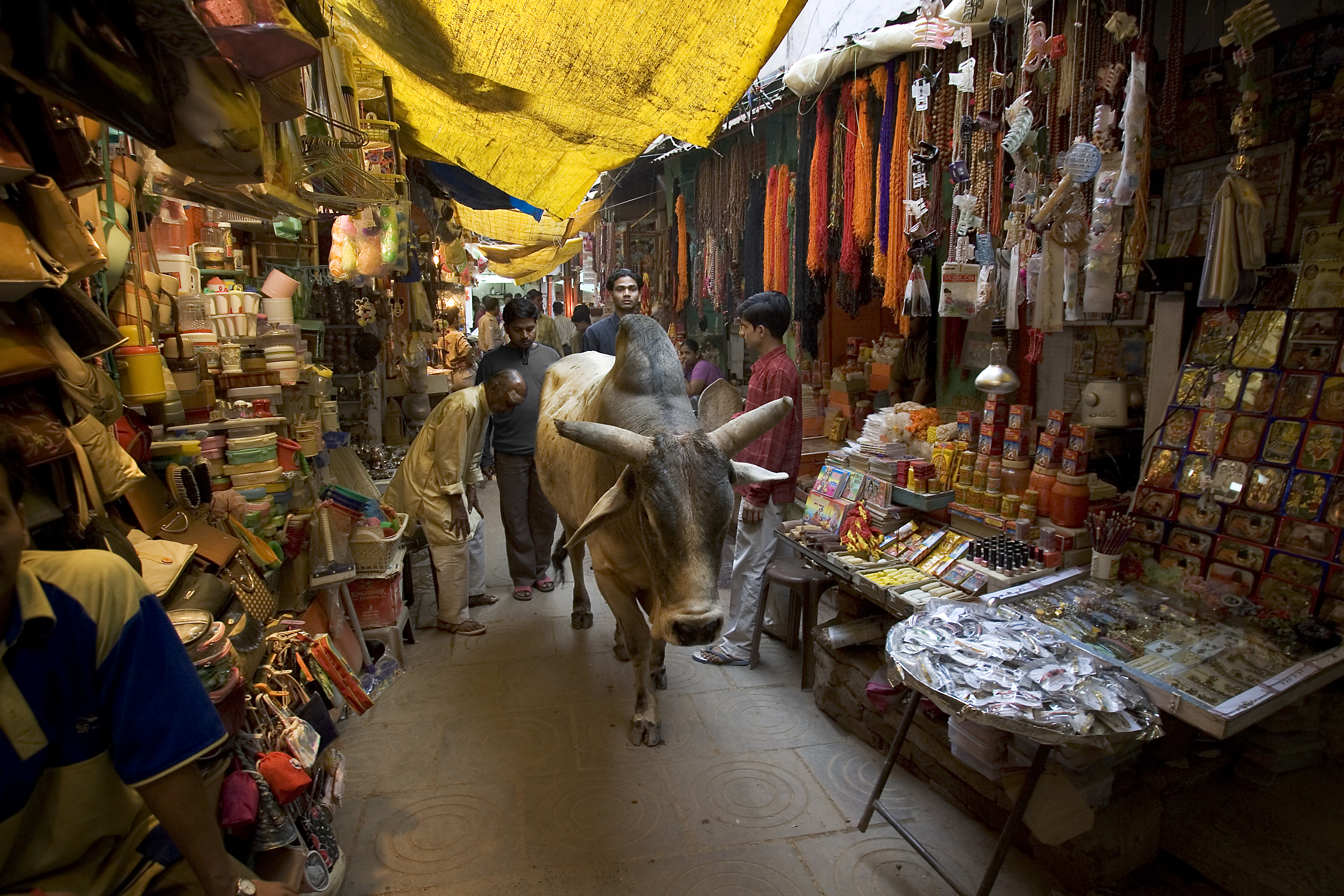
Szarvasmarha bika egy bazárban Uttar Pradesh államban. Indiában a szarvasmarhákat, elefántokat, majmokat szentnek tekintik, szabadon mozoghatnak az ország közterületein.

- Sok hindu nem eszik húst és nem iszik alkoholt.
- Az ortodox szikhek turbánt viselnek, nem dohányoznak, nem vágják le a hajukat. A pársziknak is tilos dohányozni.
- A muszlimoknak tilos kutyával érintkezniük. Ne adjunk muszlim gyereknek játékkutyát vagy bármi mást, ami kutyát ábrázol.
- A muszlimok nem esznek disznóhúst és általában nem isznak alkoholt.
- A tehén az országban szent állat. Ne nyilatkozzunk róla tiszteletlenül és ne beszéljünk marhahús-ételekről.
- A fej szent és sérthetetlen. Ne érintsük meg senkinek a fejét, még egy kisgyerekét sem.
- Ne mutassuk a talpunkat senki felé. A lábfej a test legalsó és alsóbbrendű része.  Ugyanezért ne mutassunk senki felé a lábunkkal. Ne érintsünk meg senkit szándékosan a cipőnkkel vagy a lábfejünkkel.
- Ne használjuk a bal kezünket evéshez, ha megérintünk valakit vagy ha átadunk és átveszünk valamit. A bal kéz tisztátalannak számít.
- Ne mutassunk senkire és ne intsünk magunkhoz senkit egy ujjal, mindig az egész kezünket használjuk.
- Az ajándékozás általános szokás. Kerüljük viszont a nagyon drága, intim vagy vallási jellegű ajándékot. Ha becsomagoljuk, a csomagolóanyag színe legyen zöld, piros vagy sárga (de ne fehér vagy fekete).
- Ha egy indiai férfi megfogja egy vele egynemű társának a kezét, az a barátság jele. Az indiai és az arab férfiak ez okból gyakran kézen fogva sétálnak.
- A fejrázás nem jelent "nem"-et. Az emberek fejük jobbra-balra ingatásával jelzik egyetértésüket.
- Egy kérdésre inkább adnak téves választ, mint hogy azt mondják, hogy "nem tudom". Útirány, cím stb. kérdezése esetén jobb ha több embert megkérdezünk különböző helyszíneken.

## Gasztronómia

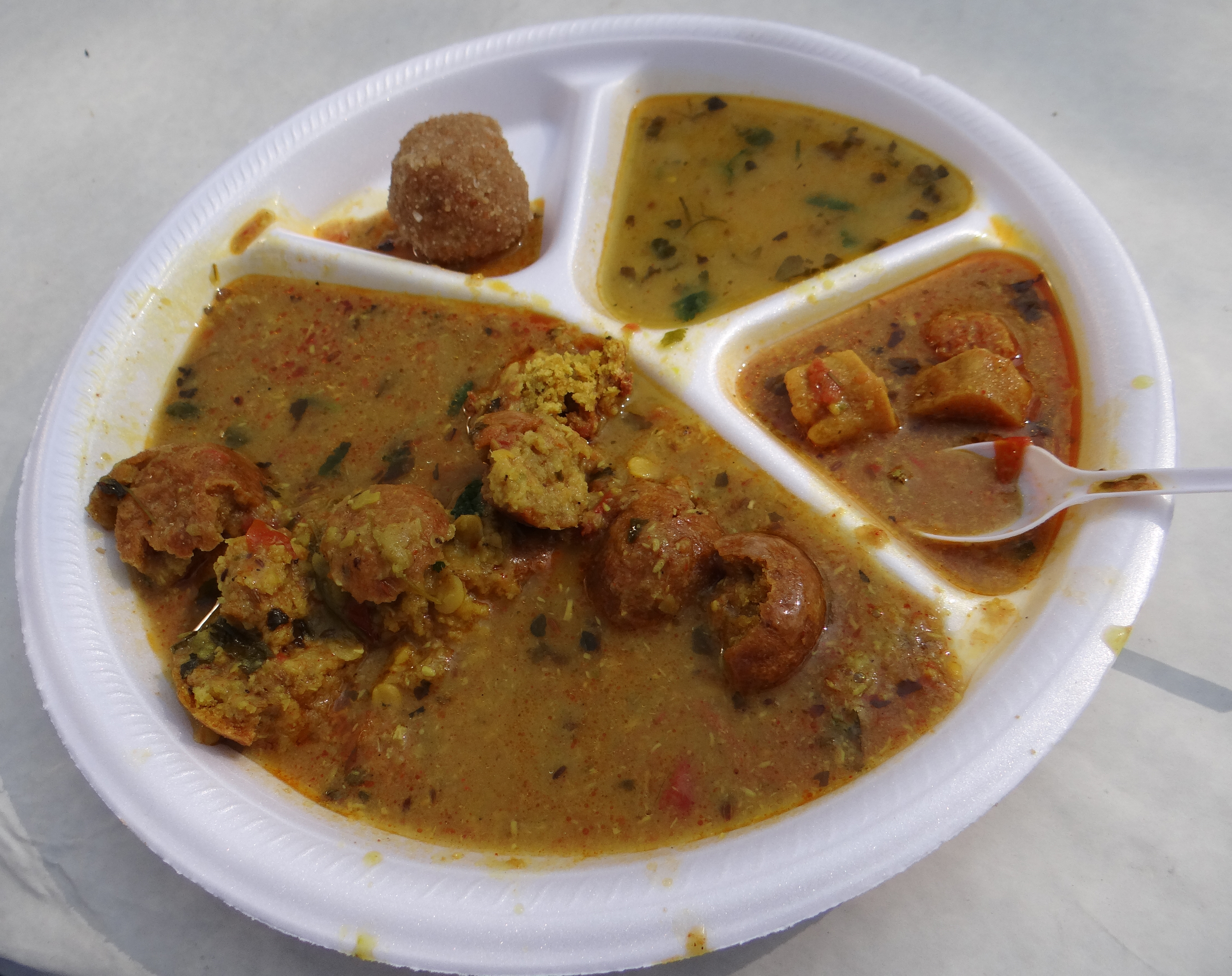
A rádzsasztháni thali

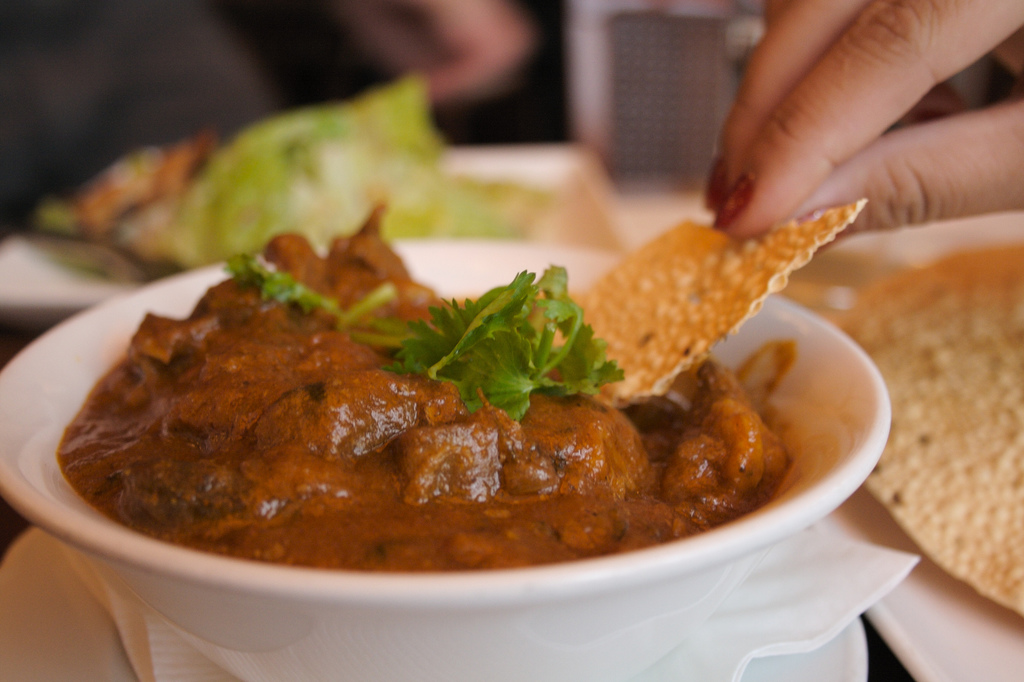
A Rogan Josh népszerű kasmíri étel

Az indiai konyha az indiai szubkontinensen őshonos regionális és hagyományos konyhák széles választékából áll. Tekintettel az éghajlatra, a kultúrára, az etnikai csoportokra és a foglalkozások sokféleségére, a konyhák jelentősen különböznek egymástól, és elsősorban a helyben elérhető fűszereket, gyógynövényeket, zöldségeket és gyümölcsöket használják. Az indiai ételeket nagymértékben befolyásolja a vallás és a hagyományok. A konyhát az iszlám is befolyásolta, különös tekintettel a mogul uralomra.
A hindu hagyomány legszigorúbb tiltása a marhahús fogyasztására vonatkozik, mivel a szarvasmarha szent állat. A hinduk és dzsainák közül sokan kerülik a hagyma és fokhagyma fogyasztását is, mert azok felpezsdítik a vért és a szexuális vágyat (→ brahmacsarja) - általánosságban azokat a növényeket, amik fogyasztható része a föld alatt terem, mivel ezek leszedésekor a földben lévő élőlények sérülést szenvedhetnek. A hagyma és fokhagyma hiányát az ételekben egyes éttermek külön jelölik.
A legtöbb vallásos indiai kerüli az alkohol és más stimulánsok használatát. A disznóhús tilos a muszlimok számára. A megengedett ételek összefoglaló neve halal, a tiltottak neve haram. A koplalást a test és lélek megtisztításának útjaként tartják.
A lakosság jelentős része (hinduk, dzsainák, buddhisták zöme) az ahimsza (erőszakmentesség) elvét követi, ezért többnyire vegetáriánusok. 
Az összlakosság kis részét kitevő szikhek, keresztények és párszik azonban nem korlátozzák az elfogyasztható ételek körét.
A csájnak nevezett sűrű tea sok tejjel és cukorral készül. Ezt az utcákon mindenfelé kínálják garam csáj kiáltozásával (=forró tea) és tömegesen fogyasztják. A masszala szoda alapvetően indiai üdítőital, ami citrommal, sóval, cukorral ízesített szódavíz. A dzsal dzsira citrommal, sóval, köménnyel és mentával készül. A lasszi joghurtszerű, frissítő hatású, édes ital. A faluda rózsaízű ital, ami tejből és különféle magokból készül és cérnametélt is van benne. A badam tejből készül, amit mandulával és jóféle sáfránnyal ízesítenek.
India legnagyobb részén megtalálhatók a házilag készült alkoholos italok, ezek egyike a közismert arak, amit kókuszpálma nedvéből, burgonyából vagy rizsből készítenek. Ez „a szegény ember itala”, ami évente sokaknak vakságot vagy halált okoz a rossz lepárlás során az italba kerülő, mérgező metil-alkohol miatt. Érdekes helyi alkoholos ital a csípős ízű mahua, amit az azonos nevű növény virágjából készítenek közép-Indiában március-áprilisban, amikor a fák virágzanak. Kelet- és északkelet-Indiában rizssört készítenek. A Himalája közelében állítják elő a rakszi nevű enyhén faszén ízű italt, ami a skót whisky-re emlékeztet. A toddy a pálma levéből készül, ezt főleg Kerala partvidéken készítik. A kesu feni a kesu-fa gyümölcséből készül.

## Ünnepek
India multikulturális, több etnikumú és több vallású társadalom, és különféle vallások ünnepeit és fesztiváljait ünnepli. Az országban három nemzeti ünnep van, a függetlenség napja, a köztársaság napja és a Gandhi Dzsajanti (Gandhi születésnapja). Ezen felül a legtöbb indiai államban és régióban helyi fesztiválok zajlanak a domináns vallási és nyelvi demográfia függvényében.

## Fordítás
- Ez a szócikk részben vagy egészben  a   Culture of India című angol Wikipédia-szócikk fordításán alapul.  Az eredeti cikk szerkesztőit annak laptörténete sorolja fel. Ez a jelzés csupán a megfogalmazás eredetét és a szerzői jogokat jelzi, nem szolgál a cikkben szereplő információk forrásmegjelöléseként.